# The Fashionistas
The Fashionistas es una película pornográfica de 2002 dirigida por John Stagliano y producido por Evil Angel Productions. Filmada en película de 35mm, fue una producción de alto presupuesto (con un presupuesto de alrededor de U$D 500.000), con una longitud de más de cuatro horas y media. La película fue un éxito comercial, vendiendo más de 100.000 copias en su primer mes de lanzamiento. En 2003, se estableció el récord de mayor número de nominaciones del Premio AVN a un solo título, consiguiendo un total de 22 nominaciones.
La película ha tenido dos secuelas, Fashionistas Safado: El Reto y Fashionistas Safado: Berlin, ambas también dirigidas por Stagliano.

## Argumento
The Fashionistas es un grupo prometedor y capaz grupo de diseñadores de moda fetichista dirigido por Helena (Taylor St. Claire) y fundado en el Distrito de Moda de Los Ángeles. El grupo está intentando traer al país al diseñador de moda de fetiche italiano Antonio (Rocco Siffredi). Antonio, quién recientemente se ha divorciado entre altamente publicados rumores de relaciones extramatrimoniales, llega en Los Ángeles en búsqueda de una casa influenciada en Sadomasoquismo para asociarse con ella. Con el fin de captar la atención de Antonio, las Fashionistas lo invitan a su desfile de moda. Helena quiere hacer creer a Antonio de que ella es la fuerza creativa detrás de las Fashionistas, a pesar de que en realidad es Jesse (Belladona), su asistente. Jesse también se involucra en una relación triangular con Helena y Antonio.

## Premios y nombramientos
| Año  | Ceremonia     | Resultado                                 | Categoría                                               |
| ---- | ------------- | ----------------------------------------- | ------------------------------------------------------- |
| 2003 | Premio AFW    | Mejor Película                            |                                                         |
| 2003 | Premio AFW    | Mejor Director – Película                 | John Stagliano                                          |
| 2003 | Premio AFW    | Mejor Actriz – Película                   | Taylor St. Claire                                       |
| 2003 | Premio AFW    | Más Actriz De Reparto– Película           | Belladonna                                              |
| 2003 | Premio AFW    | Mejor Escena de Sexo - Película           | Taylor St. Claire & Rocco Siffredi                      |
| 2003 | Premio AFW    | Mejor Escena de Sexo-Chicas - Película    | Belladonna & Taylor St. Claire                          |
| 2003 | Premio AFW    | Más Escena de Sexo Anal - Película        | Kate Helada & Rocco Siffredi                            |
| 2003 | Premio AFW    | Mejor Escena de Sexo de Grupo             |                                                         |
| 2003 | Premio AVN    | Mejor Película                            |                                                         |
| 2003 | Premio AVN    | Mejor Director – Película                 | John Stagliano                                          |
| 2003 | Premio AVN    | Mejor Actor– Película                     | Rocco Siffredi                                          |
| 2003 | Premio AVN    | Mejor Actriz – Película                   | Taylor St. Claire                                       |
| 2003 | Premio AVN    | Mejor Actor De Reparto – Película         | Manuel Ferrara                                          |
| 2003 | Premio AVN    | Mejor Actriz De Reparto - Película        | Belladonna                                              |
| 2003 | Premio AVN    | Mejor Actriz de Reparto – Película        | Caroline Pierce                                         |
| 2003 | Premio AVN    | Mejor Actuación                           | Belladonna                                              |
| 2003 | Premio AVN    | Mejor Actuación                           | Chelsea Azul, Gia, & Taylor St. Claire                  |
| 2003 | Premio AVN    | Mejor Cubierta de Película                |                                                         |
| 2003 | Premio AVN    | Mejor escena entre chicas - Película      | Belladonna & Taylor St. Claire                          |
| 2003 | Premio AVN    | Más Escena de Sexo Anal - Película        | Kate Frost & Rocco Siffredi                             |
| 2003 | Premio AVN    | Más Escena de Sexo Oral - Película        | Belladonna & Rocco Siffredi                             |
| 2003 | Premio AVN    | Más Escena de Sexo Oral – Película        | Belladonna, Mark Ashley & Billy Glide                   |
| 2003 | Premio AVN    | Mejor Escena de Sexo en Pareja – Película | Caroline Pierce & Manuel Ferrara                        |
| 2003 | Premio AVN    | Mejor Escena de Sexo en Pareja – Película | Taylor St. Claire & Rocco Siffredi                      |
| 2003 | Premio AVN    | Mejor Escena de Sexo en Grupo - Película  | Friday, Taylor St. Claire, Sharon Wild & Rocco          |
| 2003 | Premio AVN    | Mejor Guion – Película                    | John Stagliano                                          |
| 2003 | Premio AVN    | Mejor Dirección de Arte - Película        | Jim Malibu                                              |
| 2003 | Premio AVN    | Mejor Cinematografía                      | John Stagliano                                          |
| 2003 | Premio AVN    | Mejor Edición - Película                  | Tricia Devereaux & John Stagliano                       |
| 2003 | Premio AVN    | Mejor Música                              | John Más allá, Javier, Mistress Minx & DJ Uneasy        |
| 2003 | Premio Ninfa  | Mejor Escena Anal                         |                                                         |
| 2003 | Premio Ninfa  | Mejor Escena de Sexo                      |                                                         |
| 2003 | Premio Ninfa  | Mejor Guion                               |                                                         |
| 2003 | Premio Ninfa  | Mejor Valores Cinematográficos            |                                                         |
| 2003 | Premio Ninfa  | Mejor Actor                               | Rocco Siffredi                                          |
| 2003 | Premio Ninfa  | Mejor Actriz                              | Belladonna                                              |
| 2003 | Premio Ninfa  | Mejor Director                            | John Stagliano                                          |
| 2003 | Premio Ninfa  | Mejor Película                            | John Stagliano                                          |
| 2003 | Premio XRCO   | Mejor Escena de Sexo de Grupo             | Friday, Taylor St. Claire, Sharon Wild y Rocco Siffredi |
| 2003 | Premio XRCO   | Mejor Actor                               | Rocco Siffredi                                          |
| 2003 | Premio XRCO   | Mejor Actriz                              | Belladonna                                              |
| 2003 | Premio XRCO   | Mejor Escena de Sexo Chica/ Chica         | Belladonna & Taylor St. Claire                          |
| 2003 | Premio XRCO   | Más Escena de Sexo chica/chico            | Taylor St. Claire & Rocco Siffredi                      |
| 2003 | Premio XRCO   | Película del Año                          |                                                         |
| 2003 | Premio XRCO   | Mejor Actuación - Actriz                  | Taylor St. Claire                                       |
| 2003 | Premio XRCO   | Escena de sexo del Año                    | Belladonna & Rocco Siffredi                             |
| 2004 | AFW Premio    | Mejor DVD                                 |                                                         |
| 2004 | AVN Premio    | Mejor DVD                                 |                                                         |
| 2004 | AVN Premio    | Título Mas Alquilado del Año              |                                                         |
| 2004 | AVN Premio    | Mejores Extras de #DVD                    |                                                         |
| 2004 | AVN Premio    | Más #DVD Cartas                           |                                                         |
| 2004 | AVN Premio    | Mejor Embalaje de DVD                     |                                                         |
| 2004 | Premio Empire | Más DVD Global                            |                                                         |
| 2004 | Premio Empire | Característica mejor DVD                  |                                                         |
| 2004 | Premio Empire | Mjejor Calidad de Audio de DVD            |                                                         |
| 2004 | Premio XRCO   | Mejor DVD                                 |                                                         |
| 2013 | Premio XRCO   | Salón de la Fama XRCO                     |                                                         |

## Espectáculo vivo
Hubo también un espectáculo de baile teatral basado en la película, que se llamó The Fashionistas Espectáculo en Vivo en el Club de Noche Krave en The Aladdin en Las Vegas. El espectáculo se presentó desde octubre del 2004 a febrero del 2008 y ganó
el ''Premio Especial al Logro de AVN'' en 2006.